# 圣嘉勒修道院 (科尔多瓦)

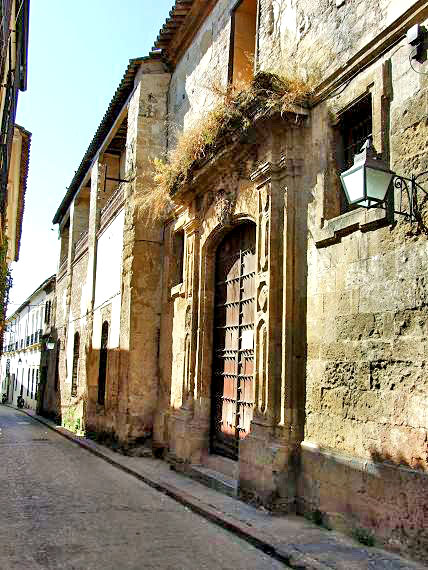
圣嘉勒修道院

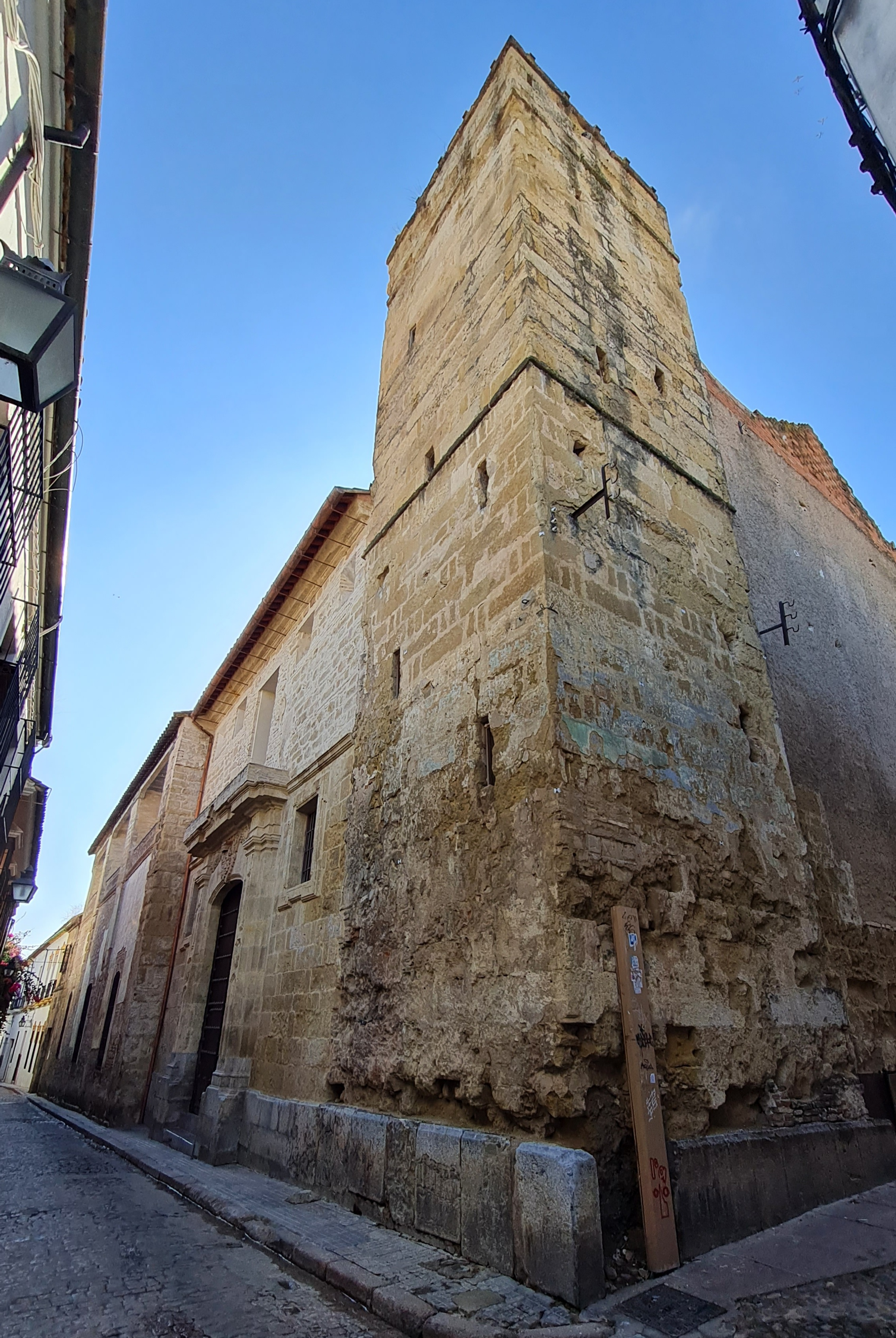
圣嘉勒修道院

圣嘉勒修道院（Convento de Santa Clara）是一座废弃的修道院，位于西班牙科尔多瓦雷·埃雷迪亚街（Calle del Rey Heredia）。位于科尔多瓦历史中心。这是1265年10月收复失地运动之后该市的第一座修道院。它建于公元976年的一座穆斯林清真寺之上，而这座清真寺又建于公元6世纪的圣加大肋纳教堂之上。叫拜楼被改造成钟楼，这栋建筑的奥西奥街（Calle Osio）入口可以追溯到这个时期。 修道院最初位于清真寺内，有八名修女。在它的整个历史中，它有不同的名字。最初称为圣加大肋纳（Santa Catalina），贫穷修女会成立后改名为圣嘉勒（Santa Clara），又名圣依撒伯尔（Santa Isabel），她与西班牙王室有着密切的联系。1868年，修道院被废弃，修会将其并入圣十字修道院（Santa Cruz）。1931年，钟楼公布为西班牙文化财产。保留了穆斯林的塔楼、城垛和楼梯。
在已废弃的修道院内，坐落圣加大肋纳堂（Catalina）。平面是一个略微不规则的希腊十字，尺寸为19.5乘21（64乘69英尺）。